# Sebastiano Festa
Sebastiano Festa (Villafranca Piemonte, 1490-1495 – Roma, 31 luglio 1524) è stato un compositore italiano del rinascimento che fu attivo principalmente nella Roma di Papa Leone X.
Sebbene la sua produzione sia limitata, egli fu uno dei primi compositori di madrigali e influenzò probabilmente altri autori del periodo. In particolare Philippe Verdelot e Costanzo Festa, con il quale secondo alcuni studiosi potrebbe essere stato imparentato, considerati tra i padri del madrigale.

## Biografia
Nato a Villafranca Piemonte, il padre Jacobinus risulta essere musicista residente a Torino intorno al 1520. Probabilmente è qui, e dal padre, che riceve la sua prima educazione musicale. La prima attestazione di Sebastiano come compositore è in un manoscritto redatto tra il 1516 e il 1519 contenente alcuni mottetti suoi e di Costanzo, che all'epoca cominciava ad essere un compositore già affermato.
Questo accostamento, unitamente al fatto che fossero della stessa regione e che entrambi furono tra i primi a scrivere dei madrigali, lascia supporre che Sebastiano potesse essere il fratello minore di Costanzo. Tuttavia, nessun documento è stato trovato che possa suffragare quest'ipotesi. 
Intorno al 1520 è a Roma, probabilmente al servizio di Ottobono Fieschi, vescovo di Mondovì, e qui ha contatti con musicisti vicini alla corte di Papa Leone X. Tra questi, lo stesso Costanzo che arrivò a Roma nello stesso periodo e divenne un cantore della Cappella Sistina.

## Produzione musicale
Conosciamo solo ventidue composizioni riconducibili a Sebastiano, di cui sette, tutti madrigali, di dubbia attribuzione. Tra le restanti quindici composizioni sono presenti quattro mottetti e undici madrigali ben nove dei quali provengono dal Libro primo de la croce: canzoni, frottole et capitoli, pubblicato nel 1526 da Jacopo Giunta.
Sebastiano è tra i primi a discostarsi, nella composizione dei madrigali, da uno stile di scrittura più antico e a sperimentare con gli elementi strutturali della frottola.  Egli, inoltre, prediligeva usare testi di Francesco Petrarca similmente ad altri compositori dell'epoca, come Bernardo Pisano.
Un suo madrigale contenuto in questa raccolta, Vergine sacra benedetta, è considerato, probabilmente, il primo esempio di madrigale spirituale.
I suoi lavori furono senz'altro noti e apprezzati da compositori come Philippe Verdelot e potrebbero in qualche misura averli influenzati; anch'egli, ad esempio, cominciò a scrivere madrigali nello stesso periodo o comunque poco dopo. O passi sparsi, scritto su testo di Francesco Petrarca, ne è un caso emblematico. Questo madrigale, inizialmente, acquistò notorietà nella ristretta cerchia di Sebastiano, per poi circolare in varie copie anche dopo la sua morte. Prova della crescente popolarità del madrigale è la messa parodia scritta da Claudin de Sermisy basata sul suo motivo e i diversi adattamenti strumentali realizzati, tra gli altri, da compositori come Diego Pisador e Albert de Rippe.
Fu, quindi, l'unico compositore di questo periodo di transizione del madrigale ad essere ristampato ed eseguito anche successivamente, durante l'epoca classica del madrigale.